# 三谷好憲
三谷 好憲（みたに よしのり、1928年12月30日 - 1992年4月30日）は、宗教哲学者。

## 経歴
1928年、島根県大田市の寺院で生まれる。一家は朝鮮に渡り、布教活動に従事する。1945年、旧制京城帝国大学予科へ入学。敗戦を元山で迎え、北緯38度線を突破して帰国した。
帰国後は、旧制龍谷大学予科に入学し、1949年に卒業。1953年、京都帝国大学文学部哲学科を卒業し、同大学大学院哲学科に進んだ(1962年まで在学)。1953年より大阪市立汎愛高等学校で英語教師をつとめ、1963年からは大阪市立高等学校で英語教師をつとめた。1966年に京都産業大学講師となった。1972年より助教授、1978年より教授。1979から1980年まで、米国イリノイ大学の客員研修員であった。

## 研究内容・業績
- イマヌエル・カント及びマルティン・ブーバーを研究テーマとした。
- 上田閑照は先輩にあたり、親交があった。

## 家族・親族
- 三谷研爾 - ドイツ文学者・大阪大学教授
- 山内邦臣 - 英米文学者・京都大学名誉教授
- 山内晋卿 - 仏教学者・旧制第三高等学校（現・京都大学）教授

## 著書
- 『思索の森へ カントとブーバー』（行路社、1993年）

## 訳書
- 『ブーバー著作集 5 かくれた神』（みすず書房、1983年）
- 『ブーバー著作集 10 ブーバーの哲学的人間学』（みすず書房、1970年）
- 『宗教哲学入門 / ウィリアム・H.キャピタン』（行路社、1983年）